# Tommaso D'Orsogna
Tommaso William D'Orsogna (Perth, 29 de diciembre de 1990) es un deportista australiano que compitió en natación.
Participó en los Juegos Olímpicos de Londres 2012, obteniendo una medalla de bronce en la prueba de 4 × 100 m estilos.
Ganó dos medallas en el Campeonato Mundial de Natación, en los 2009 y 2013, ocho medallas en el Campeonato Mundial de Natación en Piscina Corta entre los años 2012 y 2016, y dos medallas en el Campeonato Pan-Pacífico de Natación de 2014.

## Palmarés internacional
| Juegos Olímpicos                    | Juegos Olímpicos       | Juegos Olímpicos  | Juegos Olímpicos  |
| Año                                 | Lugar                  | Medalla           | Prueba            |
| ----------------------------------- | ---------------------- | ----------------- | ----------------- |
| 2012                                | Londres (Reino Unido)  | Medalla de bronce | 4 × 100 m estilos |
| Campeonato Mundial                  |                        |                   |                   |
| Año                                 | Lugar                  | Medalla           | Prueba            |
| 2009                                | Roma (Italia)          | Medalla de bronce | 4 × 100 m estilos |
| 2013                                | Barcelona (España)     | Medalla de plata  | 4 × 100 m estilos |
| Campeonato Mundial en Piscina Corta |                        |                   |                   |
| Año                                 | Lugar                  | Medalla           | Prueba            |
| 2012                                | Estambul (Turquía)     | Medalla de plata  | 100 m libre       |
| 2012                                | Estambul (Turquía)     | Medalla de plata  | 4 × 200 m libre   |
| 2012                                | Estambul (Turquía)     | Medalla de bronce | 4 × 100 m libre   |
| 2012                                | Estambul (Turquía)     | Medalla de bronce | 4 × 100 m estilos |
| 2014                                | Doha (Catar)           | Medalla de bronce | 100 m mariposa    |
| 2016                                | Windsor (Canadá)       | Medalla de plata  | 4 × 100 m estilos |
| 2016                                | Windsor (Canadá)       | Medalla de bronce | 100 m libre       |
| 2016                                | Windsor (Canadá)       | Medalla de bronce | 4 × 100 m libre   |
| Campeonato Pan-Pacífico             |                        |                   |                   |
| Año                                 | Lugar                  | Medalla           | Prueba            |
| 2014                                | Gold Coast (Australia) | Medalla de oro    | 4 × 100 m libre   |
| 2014                                | Gold Coast (Australia) | Medalla de bronce | 4 × 100 m estilos |